# El Mariel
Pour les articles homonymes, voir Mariel.
Albums de Pitbull
Money Is Still a Major Issue
(2005) The Boatlift
(2007)
Singles
1. Bojangles
Sortie : 2 mai 2006
2. Ay Chico (Lengua Afuera)
Sortie : 30 octobre 2006
3. Dime
Sortie : 30 octobre 2006
4. Be Quiet
Sortie : 31 octobre 2006

El Mariel est le deuxième album studio de Pitbull, sorti le 31 octobre 2006.
L'album s'est classé 1er au Top Independent Albums, 5e au Top R&B/Hip-Hop Albums et 17e au Billboard 200.

## Liste des titres
| No  | Titre | Contient un (des) sample(s) de                  | Durée |
| --- | --- | ----------------------------------------------- | ----- |
| 1.  | Allright Intro (Produit par Donavan Knowles)                                                                   |                                                 | 1:56  |
| 2.  | Miami Shit (Produit par Gorilla Tek)                                                                           |                                                 | 3:22  |
| 3.  | Come See Me (Produit par DJ Toomp)                                                                             | La Murga de Willie Colón featuring Héctor Lavoe | 3:07  |
| 4.  | Jealouso (Produit par Pharrell Williams)                                                                       |                                                 | 4:03  |
| 5.  | Qué Tú Sabes D'eso (featuring Fat Joe et Sinful – Produit par The Ghost Writers)                               |                                                 | 4:03  |
| 6.  | Fademaster Skit                                                                                                |                                                 | 0:37  |
| 7.  | Be Quiet (Produit par Shakespeare)                                                                             |                                                 | 3:22  |
| 8.  | Ay Chico (Lengua Afuera) (Produit par Mr. Collipark)                                                           |                                                 | 3:25  |
| 9.  | Fuego (Produit par Mr. Collipark)                                                                              | When I Hear Music de Debbie Deb                 | 3:49  |
| 10. | Rock Bottom (featuring Bun B et Cubo – Produit par Taz)                                                        |                                                 | 4:31  |
| 11. | Amanda Diva Skit                                                                                               |                                                 | 0:41  |
| 12. | Blood Is Thicker Than Water (featuring Redd Eyezz – Produit par Cip)                                           |                                                 | 4:05  |
| 13. | Jungle Fever (featuring Wyclef Jean et Oobie – Produit par DJ Rob-N & Gamboa)                                  |                                                 | 4:02  |
| 14. | Hey You Girl (Produit par Jim Jonsin)                                                                          | Rock Lobster des B-52's                         | 3:46  |
| 15. | Raindrops (featuring Anjuli Stars – Produit par The Diaz Brothers)                                             |                                                 | 4:15  |
| 16. | Voodoo (Produit par Lil Jon)                                                                                   |                                                 | 3:47  |
| 17. | Descarada (Dance) (featuring Vybz Kartel – Produit par Don « Vendetta » Bennett)                               |                                                 | 3:02  |
| 18. | Dime (Remix) (featuring Ken-Y – Produit par Lil Jon)                                                           |                                                 | 5:07  |
| 19. | Bojangles (Remix) (featuring Lil Jon et Ying Yang Twins – Produit par Lil Jon)                                 |                                                 | 4:29  |
| 20. | Born-N-Raised (Interprété par DJ Khaled featuring Pitbull, Trick Daddy et Rick Ross – Produit par The Runners) |                                                 | 4:16  |
| 21. | Outro |                                                 | 1:10  |

| 22. | We Run This (Produit par Ervin « EP » Pope) | 3:29 |